# شیبا یوشی‌یوکی
شیبا یوشی‌یوکی (به ژاپنی: 斯波義将 しば よしゆき);( تاریخ ورودی نامعتبر است – ۹ ژوئن ۱۴۱۰) یک کانری (معاون شوگون) از ۱۳۷۹ تا ۱۳۹۷ و پنجمین رهبر خاندان شیبا و پسر شیبا تاکاتسونه در ژاپن بود. وی شوگوی ولایت اچیزن، ولایت اتچو و ولایت شینانو بود.